# Lợn bướu sa mạc
Lợn bướu sa mạc (Phacochoerus aethiopicus) là một loài động vật có vú trong họ Suidae, bộ Artiodactyla. Loài này được Pallas mô tả năm 1766. Nó được tìm thấy ở bắc Kenya, Somalia, và có lẽ có ở Djibouti, Eritrea và Ethiopia. Đây là phạm vi sinh sống của phân loài Phacochoerus aethiopicus delamerei (tên tiếng Anh: lợn bướu Somali). Một phân loài khác được gọi là lợn bướu Cape (P. a. aethiopicus), đã tuyệt chủng khoảng năm 1865, nhưng phân loài thứ hai này đã từng sinh sống ở Nam Phi.

## Hình ảnh

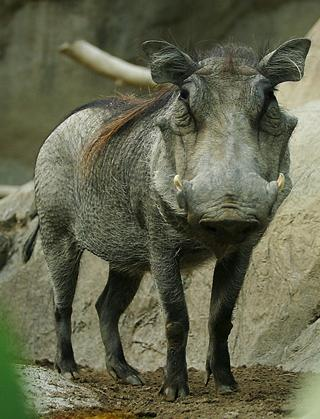
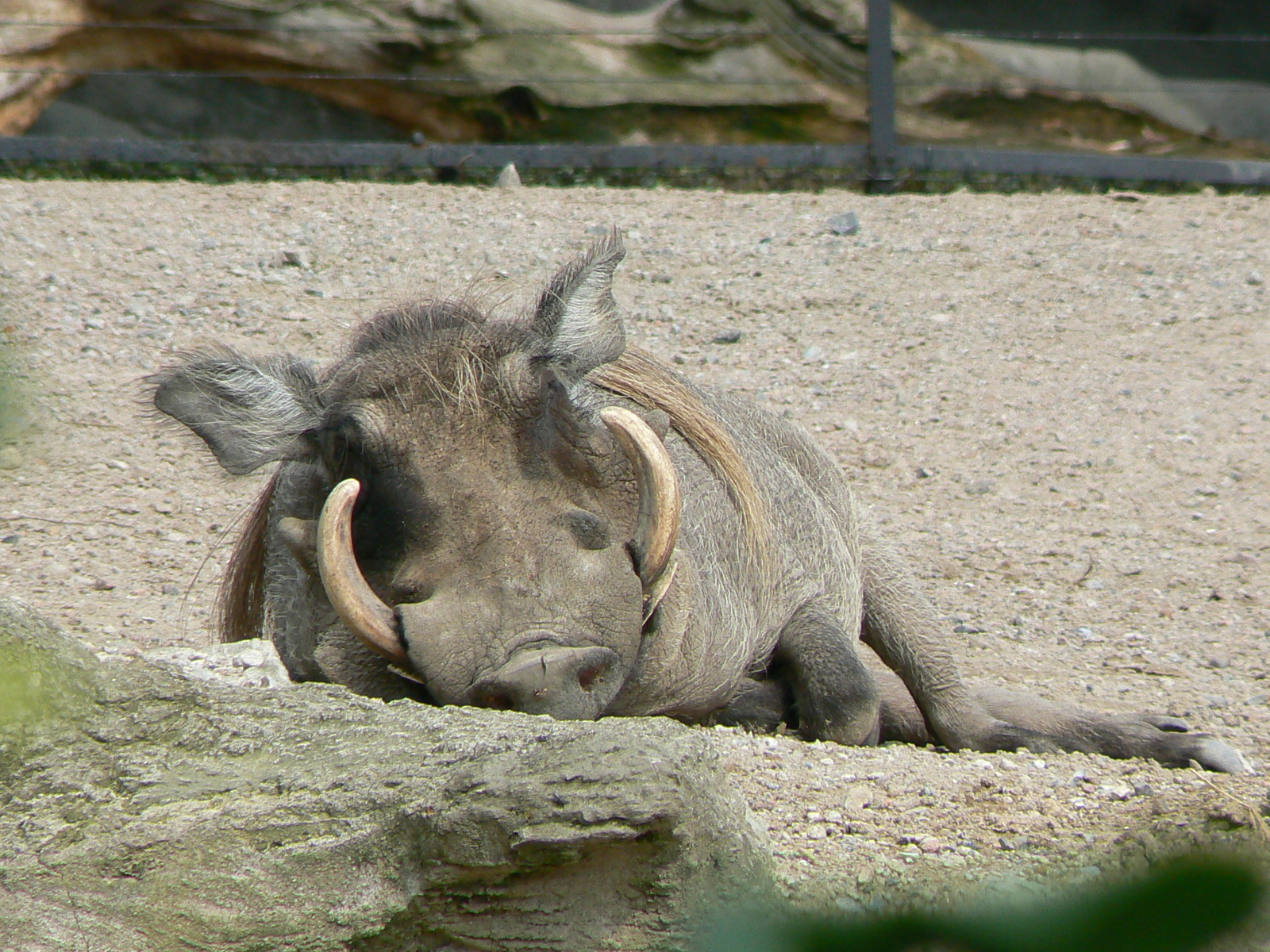
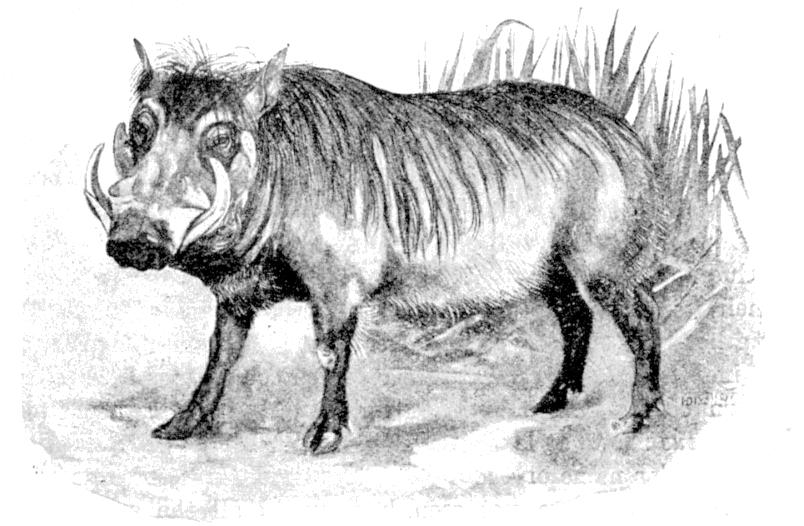